# Ivan Cankar

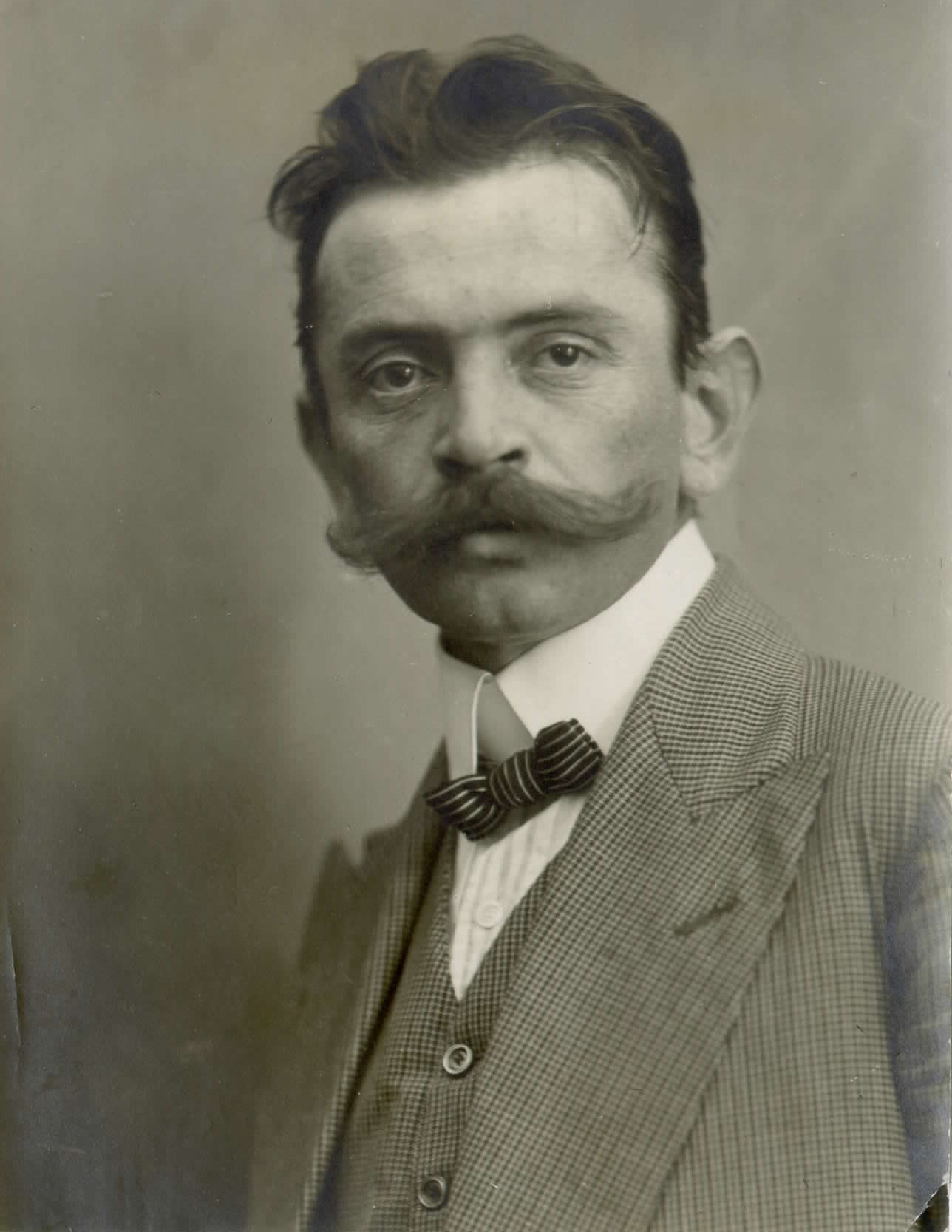
Ivan Cankar

Ivan Cankar (Vrhnika, 10 mei 1876 - Ljubljana, 11 december 1918) was een Sloveens schrijver, dichter en toneelschrijver.

## Leven
Ivan Cankar werd op een heuvel in Vrhnika geboren als achtste kind van een proletarisch handelsgezin. Zijn vader verdiende zijn brood als kleermaker, wat hij echter niet lang volhield. Hij liet de productie vallen rond de tijd dat de confectie haar intrede deed in Vrhnika. Hij verliet zijn gezin en ging in Bosnië werken. Zijn moeder, die alleen met de kinderen overbleef, moest nu het gezin onderhouden. Hier slaagde zij moeilijk in, maar ze had geluk dat de heer van Vrhnika haar hierin bijstond. In 1882 schreef Cankar zich in op een basisschool in Vrhnika. Met uitstekende resultaten kon hij zich later inschrijven op het gymnasium van Ljubljana met de hulp van edelen uit zijn geboortestreek. In Ljubljana trok hij in bij zijn vaders neef Šimen. Na enige tijd vertrok hij daar weer omwille van geldgebrek en hij zocht zich een goedkopere kamer. Ondanks zijn geldproblemen reisde hij nu en dan naar Pula, waar hij familie had wonen.
Na zijn eindexamen, waarvoor hij in 1896 slaagde, ging hij in Wenen architectuur studeren. Al gauw bedacht hij zich en schakelde over op slavistiek. Rond die tijd verloor hij de (financiële) steun van de Assemblee van Kranj. In 1897, na de dood van zijn moeder, verhuisde hij naar Pula. Zijn verblijf hier was van korte duur, en hij verhuisde terug naar Wenen waar hij tot 1909 zou blijven wonen. In 1907 ondernam hij een poging om in de politiek te stappen, als kandidaat voor de sociaaldemocraten. Dit lukte hem echter niet. In 1909 vertrok hij naar Sarajevo om bij zijn broer, een priester, te gaan wonen. Ook hier vertrok hij weer na enige tijd, en hij vestigde zich tot 1918 in Ljubljana.
Op 12 mei 1913 hield hij in het stadhuis van Ljubljana zijn beroemde toespraak 'Slovenci in Jugoslovani' (De Slovenen en de Zuid-Slaven). Na deze lezing werd hij gearresteerd omwille van een uitspraak, die een Zuid-Slavische politieke unie verdedigd zou hebben. Het jaar daarop werd hij nogmaals gearresteerd, deze keer in Vrhnika met als reden veronderstelde sympathieën voor Serviërs. Ze sloten hem op in Ljubljanski Grad, waar hij pas op 9 oktober werd vrijgelaten, zonder dat er een onderzoek geopend was. Zijn vader was in augustus overleden, terwijl Ivan Cankar zelf in de gevangenis zat. Een jaar later ging hij in het leger naar Judenburg in de Oostenrijkse provincie Steiermark, waar ze hem na een maand al lieten gaan omwille van ziekte.
In de zomer van het jaar 1918 woonde hij enige tijd nog in Bled. Hier verwondde hij zich erg bij een val van een trap en stierf niet veel later in Cukrarno in Ljubljana. Hij ligt begraven op het kerkhof van Ljubljana in een moderne crypte.

## Modernisme
Ivan Cankar wordt tussen de vier vertegenwoordigers van het Sloveense modernisme gezet. De andere drie zijn Josip Murn, Dragotin Kette en Oton Župančič. Hij begon reeds met schrijven in zijn scholierenjaren. Hij publiceerde gedichten in Vrtec en Ljubljanski Zvon. In zijn Weense tijd maakte hij deel uit van een literaire kring van Sloveense studenten, waarvan de belangrijkste leden hijzelf, Oton Župančič, Fran Govekar en Fran Eller waren.
Cankar schreef verder in de realistische stroming. Later schakelde hij over naar neo-romantische stromingen, vooral decadentisme en symbolisme. In 1899 kwamen de dichtbundel Erotika en novelle Vinjete uit.
Door de publicatie van Cankars Erotika, en Oton Župančič' Čaše Opojnosti ziet men het jaar 1899 als het begin van het Sloveense Modernisme. Terwijl Župančič' bundel meer in de strekking van het symbolisme werd geplaatst, bewoog Cankar met zijn decadente titel onmiddellijk de Sloveense publieke opinie. De toenmalige aartsbisschop van Ljubljana Anton, Bonaventura Jeglič ,gebood zelfs alle exemplaren op te kopen en te verbranden, wat ook gebeurde. Deze daad had echter geen verdere gevolgen, al in 1902 was het werk aan een tweede druk toe. Cankar stopte na dit werk met het schrijven van poëzie en concentreerde zich op proza.
In 1900 keurde hij in het geschrift Zofki Kveder het decadentisme af en begon met sociaal geëngageerde literatuur. Het volgende jaar kwam zijn satirische komedie Za Narodov Blagor uit. Die komedie had de toenmalige Sloveense politieke situatie als thema. In 1902 kwam Na Klancu uit, dat doorgaat voor Cankars meest extensieve literaire werk. Het is gewijd aan de herinnering van zijn moeder.
Enkele fragmenten in de roman zijn uit het leven van de schrijver zelf gegrepen. Het verhaal beschrijft de strijd van een ineengestort handelsgezin om te overleven. In de roman verdwijnen de eigenschappen van het symbolisme en het naturalisme (het naturalistische idee over de erfelijke vastberadenheid). Een hoofdstuk is nog eerder in de stijl van het decadentisme, nl. de belevenis van Francka met de schilder. Nog in hetzelfde jaar kwam ook het eerste werk uit de reeks van Cankars politieke drama's, Kralj na Betajnovi, dat over de uitbuiting en het verzet van de kleine man ging.
In de werken Gospa Judit en Hiša Marije Pomočinice (beiden in 1904 gepubliceerd) rekende Cankar af met de laatste invloeden van het decadente sensualisme en naturalisme. In het jaar 1907 schreef hij zijn bekendste verhaal, als zijn verkiezingsprogramma voor de Zuid-Slavische Sociaaldemocratische Partij: Hlapec Jernej in Njegova Pravica, dat in symbolistische stijl de strijd voorstelt van de onderdrukte arbeidersklasse tegen de uitbuitende hogere klasse. Hoewel hij er niet in slaagde verkozen te worden, zette hij actief zijn politieke werk voort in de vorm van discussies en lezingen. Zijn bekendste lezing hield hij in 1913 in het stadhuis van Ljubljana Slovenci in Jugoslovani(De Slovenen en de Zuid-Slaven). In deze lezing koos hij openlijk voor een vereniging van alle Zuid-Slaven in één gemeenschappelijke staat. Hij sprak zich echter vastberaden uit tegen elke vorm van versmelting van taal of cultuur. Het jaar daarop begonnen allerlei novelettes uit te komen in Slovan met als leidend motief herinneringen uit zijn jeugd. In 1920 werden die, postuum, gepubliceerd in de bundel Moja Mladost.
In Cankars laatste periode had de Eerste Wereldoorlog een grote invloed, zoals dat bij vele Europese schrijvers uit die tijd het geval was. In zijn laatste bundel novelettes Podobe iz Sanj, dat net als Moja Mladost postuum gepubliceerd werd, is een sterke stilistische verschuiving te zien naar symbolistisch expressionisme (vooral in Gospod Stotnik en Kostanj Posebne Sorte).
Velen menen dat Ivan Cankar de grootste Sloveense prozaschrijver is, en een van de grootste Sloveense toneelschrijvers, samen met Slavko Grum. Hij beïnvloedde latere generaties van Sloveense schrijvers, met misschien enkel de uitzondering van het modernisme van de jaren 1960. De sociaalrealisten (vooral Prežihov Voranc) steunden toch sterk op de figuur van de 'Cankarische moeder', die Cankar in zijn roman Na Klancu en in zijn novelette Moje Življenje introduceerde. Zijn politieke ideeën inspireerden eveneens velen, o.a. Srečko Kosovel, die op een politiek geëngageerde lezing een verkoudheid opliep die zich tot een noodlottige hersenvliesontsteking zou ontwikkelen.
Het jaar 1918, het jaar waarin Ivan Cankar stierf, geldt als het einde van het Sloveense modernisme.

## Na zijn dood
In zijn geboorteplaats Vrhnika is er een Cankar-museum. In 1981 heropende Cankarjev Dom zijn deuren, een cultuur- en congrescentrum dat naar de schrijver is vernoemd. In Ljubljana is er bovendien nog een bronzen beeld te vinden van de auteur, en in het stadsmuseum is er een deel dat enkel aan hem gewijd is. Cankar stond afgebeeld op de bankbriefjes van 10.000 tolar. De Sloveense Post gaf speciale postzegels uit met zijn afbeelding. Cankars werken worden uitgegeven door uitgeverij Državna Založba Slovenije in Ljubljana. In Wenen kan men een gedenkplaat vinden aan het huis waar hij woonde (Lindauergasse 26). De Cankarstraße in Wenen is genoemd naar deze schrijver.

## Werk

### Poëzie
- Erotika (gedichtenbundel) (1899)

### Proza
- Vinjete (novellettes) (1899)
- Knjiga za lahkomiselne ljudi (novelle) (1901)
- Tujci (roman) (1901)
- Na klancu (roman) (1902)
- Ob zori (novelle) (1903)
- Življenje in smrt Petra Novljana (verhaal) (1903)
- Gospa Judit (verhaal) (1904)
- Hiša Marije pomočnice (roman) (1904)
- Križ na gori (roman) (1904)
- Potepuh Marko in kralj Matjaž (verhaal) (1905)
- V mesečini (novelle) (1905)
- Martin Kačur (roman) (1906)
- Nina (roman) (1906)
- Smrt in pogreb Jakoba Nesreče (verhaal) (1906)
- Aleš iz Razora (verhaal) (1907)
- Hlapec Jernej in njegova pravica (verhaal) (1907)
- Novo življenje (roman) (1908)
- Zgodbe iz doline šentflorjanske (1908)
- Kurent (verhaal) (1909)
- Sosed Luka (novelle) (1909)
- Za križem (novelle)(1909)
- Troje povesti (verhaal) (1911)
- Volja in moč (novelle) (1911)
- Milan in Milena (roman) (1913)
- Podobe iz sanj (novelettes) (1920)
- Mimo življenja (novelle) (1920)
- Moje življenje (novelettes) (1920)
- Grešnik Lenart (verhaal) (1921)

### Toneel
- Jakob Ruda (drama) (1901)
- Za narodov blagor (drama) (1901)
- Kralj na Betajnovi (drama) (1902)
- Pohujšanje v dolini šentflorjanski (drama) (1908)
- Hlapci (drama) (1910)
- Lepa Vida (drama) (1912)
- Romantične duše (drama) (1922)

### Essays
- Krpanova kobila (essay) (1907)
- Bela krizantema (essay) (1910)

- Bibsys: 90235352
- Biblioteca Nacional de España: XX1791181
- Bibliothèque nationale de France: cb122044403 (data)
- CiNii: DA10764737
- Gemeinsame Normdatei: 118666908
- International Standard Name Identifier: 0000 0001 2280 3988
- Library of Congress Control Number: n50051574
- Nationale Bibliotheek van Letland: 000150595
- MusicBrainz: 41d34e68-4bbe-4dc9-9f8a-89312ffe061a
- Bibliotheek van het Japanse parlement: 01125638
- Nationale Bibliotheek van Tsjechië: jo20000080639
- Nationale bibliotheek van Australië: 35025630
- Nationale Bibliotheek van Israël: 987007277052305171
- Nationale Bibliotheek van Polen: a0000002737579
- Nationale en Universitaire bibliotheek Zagreb: 000099992
- Nederlandse Thesaurus van Auteursnamen: 069908311
- Réseau des bibliothèques de Suisse occidentale: 02-A003074042
- LIBRIS: 182728
- Système universitaire de documentation: 03067509X
- Trove: 799309
- Virtual International Authority File: 56657726
- WorldCat: E39PBJvmKpccpvtwr6ppfG4yVC